# 殘疾歧視條例
《殘疾歧視條例》是香港政府保障殘疾人士避免因其殘疾而受到歧視、中傷及騷擾而制定的法例。該法例可以保障殘疾人士及與其有聯繫的人士在以下方面免受歧視、中傷或騷擾：
- 僱傭（包括合夥關係、職工會會籍、職業訓練等）
- 貨品、服務及設施的提供
- 進入、處置及管理處所（處所是指任何公眾人士獲容許進入或使用地方）
- 會社及體育活動
- 大律師的執業（指提供大律師見習職位和訓練等）

與殘疾人士有聯繫的人士也在這些範圍內受到保障。

## 條例的實行
《殘疾歧視條例》旨在保障殘疾人士在多個公共範疇，包括僱傭、教育、處所使用以及貨品服務提供等，免受因其殘疾而遭受的歧視、騷擾和中傷。根據該條例，若僱主基於僱員殘疾而給予差劣待遇，甚至解僱，均屬違法行為。除非該僱員不能執行該項工作的固有要求，或為僱員提供便利會對僱主造成不合情理的困難。
平等機會委員會是該條例的執法機關，負責處理相關投訴。在2020至2022年期間，平機會共接獲1,394宗有關《殘疾歧視條例》的投訴，其中62%屬僱傭範疇，情況令人關注。
接獲投訴後，平機會會先進行調查，並嘗試通過調停方式解決爭議。調停讓雙方表達觀點，消除誤解，尋求雙方都滿意的解決方案。若達成協議，調停書具有法律約束力。和解條件可包括道歉、政策／程序修改、復職或金錢賠償等。
若調停不成，投訴人可向平機會申請法律協助。平機會會評估每宗個案，由專責小組決定是否提供協助，如法律意見、代表等。投訴人亦可選擇自行向區域法院提出民事訴訟。
值得注意的是，即使獲得法律協助，個案也未必一定需要進入法院。有時，在未啟動正式法律程序的情況下，雙方仍能達成和解。一宗近期個案中，投訴人在疫情後遭解僱，懷疑涉及殘疾歧視。經平機會律師代表與前僱主磋商後，雙方最終達成和解，僱主作出賠償及道歉。此案例展現了在適當時機促進溝通的重要性，有助保護受害人權益，同時減少雙方陷入法律糾紛。

## 例子
聾人以手語為母語，手語翻譯有助他們學習。然而，當他們報讀課程進修時，卻因此遭拒於門外。聾人機構「龍耳」及時任立法會議員張超雄議員辦事處，調查發現15間職業培訓機構中，只有3間容許聾人帶同手語翻譯員上課。其餘機構均拒絕讓翻譯員進入課室，否則聾人學員須繳交額外學費。
《殘疾歧視條例》明確規定，如因殘疾人士需要傳譯員而獲較差對待，可構成殘疾歧視。部分聾人曾向平等機會委員會投訴此類情況，經調解後，相關機構最終接納投訴人報讀課程。

## 参見
- 平等機會委員會

## 外部連結
- 殘疾歧視條例 （页面存档备份，存于）
- 社區法網 - 反歧視 - 殘疾歧視 （页面存档备份，存于）